# Eueides asidia
Eueides asidia är en fjärilsart som beskrevs av William Schaus 1921. Eueides asidia ingår i släktet Eueides och familjen praktfjärilar. Inga underarter finns listade i Catalogue of Life.